# Cândido Firmino de Mello-Leitão
Cândido Firmino de Mello-Leitão (Campina Gran, 17 de juliol de 1886 - Rio de Janeiro, 14 de desembre de 1948) va ser un zoòleg brasiler, considerat el fundador de la Aracnología a Amèrica del Sud. Va publicar 198 articles sobre la taxonomia dels aràcnids. Ell també va dedicar-se a l'educació, va escriure llibres per als cursos universitaris i ha fet contribucions sobre biogeografia, amb estudis sobre la distribució dels aràcnids en el continent sud-americà.

## Biografia
Cândido Firmino de Mello-Leitão va néixer en la granja Cajazeiras, a Campina Gran, Paraíba. Era fill del coronel Cândido Firmino i de Jacundá de Mello Leitao. Els seus pares eren agricultors i va tenir setze fills.
El zoòleg va viure la major part de la seva vida a Pernambuco, i el seu primer treball sobre zoologia vs ser el 1913, en la Facultat d'Agronomia i Medicina Veterinària en el Piraí, estat de Rio de Janeiro, on va ser professor de Zoologia General i Sistemàtica. El 1915 va publicar el seu primer treball taxonòmic, amb la descripció d'alguns gèneres i espècies d'aranyes del Brasil. També ha publicat molta informació taxonòmica sobre els Opilions, Solífugs, Amblipigis, Uropigis i d'altres. Entre les moltes espècies descobertes pel zoòleg es pot destacar Lasiodora parahybana, un endemisme, descoberta i descrita el 1917 en les rodalies de Campina Gran i que és una aranya especialment interessant, atesa la gran mida, bellesa i hàbits carnívors (menja ocellets).
Mello Leitao va ser nomenat director de Zoologia en el Museu Nacional a l'abril de 1931, càrrec que va mantenir fins a desembre de 1937. Va rebre molts honors i premis. Va ser president de l'Acadèmia Brasilera de Ciències de 1943 a 1945. El 6 de juny de 1949 el seu amic Augusto Ruschi va obrir el Museu de Biologia de Mello Leitao, a Santa Teresa, Estat d'Espírito Santo.
El Prêmio Melo-Leitão porta el seu nom i és lliurat per l'Acadèmia Brasilera de Ciències.

## Contribucions a la taxonomia dels aràcnids
La següent llista conté espècies d'aranyes descobert, estudiades i batejades pel zoòleg, i la data i el país on van ser descobertes:
- Avicularia ancylochira, 1923 — Brasil
- Avicularia bicegoi, 1923 — Brasil
- Avicularia cuminami, 1930 — Brasil
- Avicularia juruensis, 1923 — Brasil
- Avicularia nigrotaeniata, 1940 — Guyana
- Avicularia palmicola, 1945 — Brasil
- Avicularia pulchra, 1933 — Brasil
- Avicularia taunayi, 1920 — Brasil
- Iridopelma zorodes, 1926 — Brasil
- Catumiri argentinense, 1941 — Xile, Argentina
- Hemiercus proximus, 1923 — Brasil
- Tapinauchenius violaceus, 1930 — Guiana Francesa, Brasil
- Acanthoscurria chiracantha, 1923 — Brasil
- Acanthoscurria cunhae, 1923 — Brasil
- Acanthoscurria gomesiana, 1923 — Brasil
- Acanthoscurria juruenicola, 1923 — Brasil
- Acanthoscurria melanotheria, 1923 — Brasil
- Acanthoscurria parahybana, 1926 — Brasil
- Acanthoscurria paulensis, 1923 — Brasil
- Acanthoscurria rhodothele, 1923 — Brasil
- Acanthoscurria rondoniae, 1923 — Brasil
- Acanthoscurria violacea, 1923 — Brasil
- Cyclosternum garbei, 1923 — Brasil
- Cyriocosmus fasciatus, 1930 — Brasil
- Cyrtopholis zorodes, 1923 — Brasil
- Eupalaestrus spinosissimus, 1923 — Brasil
- Grammostola inermis, 1941 — Argentina
- Grammostola porteri, 1936 — Xile
- Grammostola pulchra, 1921 — Brasil
- Hapalopus nigriventris, 1939 — Veneçuela
- Hapalopus nondescriptus, 1926 — Brasil
- Hapalotremus cyclothorax, 1923 — Brasil
- Hapalotremus exilis, 1923 — Brasil
- Hapalotremus muticus, 1923 — Brasil
- Hapalotremus scintillans, 1929 — Brasil
- Homoeomma hirsutum, 1935 — Brasil
- Homoeomma montanum, 1923 — Brasil
- Homoeomma uruguayense, 1946 — Uruguai, Argentina
- Lasiodora acanthognatha, 1921 — Brasil
- Lasiodora citharacantha, 1921 — Brasil
- Lasiodora cristata, 1923 — Brasil
- Lasiodora cryptostigma, 1921 — Brasil
- Lasiodora difficilis, 1921 — Brasil
- Lasiodora dolichosterna, 1921 — Brasil
- Lasiodora dulcicola, 1921 — Brasil
- Lasiodora erythrocythara, 1921 — Brasil
- Lasiodora fracta, 1921 — Brasil
- Lasiodora itabunae, 1921 — Brasil
- Lasiodora lakoi, 1943 — Brasil
- Lasiodora mariannae, 1921 — Brasil
- Lasiodora parahybana, 1917 — Brasil
- Lasiodora pleoplectra, 1921 — Brasil
- Lasiodora sternalis, 1923 — Brasil
- Lasiodora subcanens, 1921 — Brasil
- Phormictopus australis, 1941 — Argentina
- Phormictopus ribeiroi, 1923 — Brasil
- Plesiopelma insulare, 1923 — Brasil
- Plesiopelma minense, 1943 — Brasil
- Plesiopelma physopus, 1926 — Brasil
- Plesiopelma rectimanum, 1923 — Brasil
- Proshapalopus anomalus, 1923 — Brasil
- Proshapalopus multicuspidatus, 1929 — Brasil.<[3]
- Sericopelma fallax, 1923 — Brasil
- Vitalius dubius, 1923 — Brasil
- Vitalius roseus, 1923 — Brasil
- Vitalius sorocabae, 1923 — Brasil
- Vitalius vellutinus, 1923 — Brasil
- Vitalius wacketi, 1923 — Brasil

## Llista de treballs aracnològics
- Kury, A.B. & Baptista, Renner L.C., 2004. Arachnological papers published by Cândido Firmino de Melo-Leitão (Arachnida). Publicaçõés Avulsas do Museu Nacional, Rio de Janeiro, 105: 1-17. [Dada de publicació: Octubre de 2004]. PDF